# Cacosternum
Cacosternum é um género de anura da família Petropedetidae.
Este género contém as seguintes espécies:
- Cacosternum aggestum Channing, Schmitz, Burger, and Kielgast, 2013
- Cacosternum australis Channing, Schmitz, Burger, and Kielgast, 2013
- Cacosternum boettgeri (Boulenger, 1882)
- Cacosternum capense Hewitt, 1925
- Cacosternum karooicum Boycott, de Villiers, and Scott, 2002
- Cacosternum kinangopensis Channing and Schmitz, 2009
- Cacosternum leleupi Laurent, 1950
- Cacosternum namaquense Werner, 1910
- Cacosternum nanogularum Channing, Schmitz, Burger, and Kielgast, 2013
- Cacosternum nanum Boulenger, 1887
- Cacosternum parvum Poynton, 1963
- Cacosternum platys Rose, 1950
- Cacosternum plimptoni Channing, Brun, Burger, Febvre, and Moyer, 2005
- Cacosternum rhythmum Channing, Schmidtz, Burger, and Kielgast, 2013
- Cacosternum striatum FitzSimons, 1947
- Cacosternum thorini Conradie, 2014